# Jess Hahn
Jess Hahn (* 29. Oktober 1921 in Terre Haute, Indiana; † 29. Juni 1998 in Saint-Malo, Bretagne) war ein französischer Schauspieler US-amerikanischer Herkunft.

## Leben
Hahn kam 1950, mit einem Stipendium versehen, nach Frankreich, um an der Sorbonne zu studieren; zwei Jahre später jedoch brach er dieses ab. Dank der Bekanntschaft eines Freundes mit dem Regisseur Maurice Labro erhielt er seine erste Filmrolle. Spezialisiert auf Nebenrollen als Gangster, erhielt Hahn seine einzige Starrolle in Éric Rohmers Im Zeichen des Löwen (1959). Prägnante Nebenrollen übernahm er in Cartouche, der Bandit, Was gibt’s Neues, Pussy?, Rum Boulevard, André Cayattes Staatsräson und als Flugzeugentführer in Teheran 43.

## Filmografie (Auswahl)
- 1953: Deux de l’escadrille
- 1953: Im Banne des blonden Satans (La môme vert de gris)
- 1956: Fernand Cowboy (Fernand cow-boy)
- 1956: Straße des Glücks (The Happy Road)
- 1957: Unter glühender Sonne (The Vintage)
- 1958: Ein Weib wie der Satan (La Femme et le pantin)
- 1959: Der Sturm bricht los (Le vent se lève)
- 1959: Im Zeichen des Löwen (Le Signe du lion)
- 1960: Dynamit Jack (Dynamite Jack)
- 1960: Die Sahara brennt (Le Sahara brûle)
- 1962: Cartouche, der Bandit (Cartouche)
- 1962: Der Prozeß (Le Procès)
- 1963: Verspätung in Marienborn
- 1964: Topkapi (Topkapi)
- 1964: Mordrezepte der Barbouzes (Les Barbouzes)
- 1965: Die großen Schnauzen (Les grandes gueules)
- 1965: Die offene Rechnung (L’Ardoise)
- 1965: Die tollen Abenteuer des Monsieur L. (Les Tribulations d’un Chinoise en Chine)
- 1965: Was gibt’s Neues, Pussy? (What’s New, Pussycat?)
- 1966: Höllenjagd auf heiße Ware (New York chiama Superdrago)
- 1966: Der Lord mit der MP (Le Saint prend l’affût)
- 1966: Mord im Grand Hotel (Meurtre en liberté)
- 1966: Spion zwischen zwei Fronten (Triple Cross)
- 1967: Bradock – drei Unzen Blei zum Fünf-Uhr-Tee (Troppo per vivere… poco per morire)
- 1967: Etappenschweine (La feldmarescialla)
- 1967: Der goldene Schlüssel (L'homme qui valait des milliards)
- 1968: Am Abend des folgenden Tages (The Night of the Following Day)
- 1968: Der Boß stirbt noch vor 12 (Rapporto Fuller, basa Stoccolma)
- 1970: Die Novizinnen (Les Novices)
- 1971: Supergirl – Das Mädchen von den Sternen
- 1971: Matalo (…y seguian robandose el millon de dolares)
- 1972: Drei Vaterunser für vier Halunken (Il grande duello)
- 1972: The Opium Connection (Afyon oppio)
- 1973: Herrscher einer versunkenen Welt (L’isola misteriosa e il capitan Nemo)
- 1977: Johnny West
- 1977: Der Mann aus Chicago (Le Ricain)
- 1981: Teheran 43
- 1983: Die Arglosen im Ausland (The Innocents Abroad)
- 1984: White Fire – Der Todesdiamant (Vivre pour survivre)
- 1989: Le Retour de Lemmy Caution (Fernsehfilm)